# Phoebis agarithe
Phoebis agarithe is een vlindersoort uit de familie van de Pieridae (witjes), onderfamilie Coliadinae.
Phoebis agarithe werd in 1836 beschreven door Boisduval.